# Jeffrey A. Bluestone
Jeffrey Allen Bluestone (* 8. April 1953 in Fort Sill, Oklahoma) ist ein US-amerikanischer Immunologe und Diabetes-Forscher an der University of California, San Francisco.

## Leben und Wirken
Bluestone erwarb 1974 am Cook College der Rutgers University einen Bachelor in Biologie und 1977 an der Rutgers University einen Master in Mikrobiologie. 1980 erhielt er an der Cornell University einen Ph.D. in Immunologie. Von 1982 bis 1987 arbeitete er als Forschungsgruppenleiter im Bereich der Transplantationsbiologie am National Cancer Institute. 1987 erhielt er eine erste Professur (Associate Professor) und 1991 eine ordentliche Professur an der University of Chicago, wo er ab 1995 das Ben May Institute for Cancer Research leitete, bevor er im Jahr 2000 einen Ruf auf eine Professur an der University of California, San Francisco (UCSF) annahm und dort die Leitung des Diabeteszentrums am Institut für Hormonforschung übernahm. Von 2010 bis 2015 war er Vizekanzler und Provost der UCSF, seit 2010 hat er die Gesamtleitung des Instituts für Hormonforschung inne.
Seine Forschungsarbeiten befassen sich mit den Prozessen, die der T-Zell-Aktivierung zugrunde liegen, insbesondere mit dem Verständnis und der Beeinflussung von Signalen, die von Autoantigen-spezifischen T-Zellen ausgehen, und von sekundären, co-stimulierenden Signalen. Bluestone untersucht zudem hemmende Einflüsse auf die T-Zell-Aktivierung. Er konnte lösliche Rezeptor-Antagonisten, monoklonale Antikörper und bestimmte Versuchstiere entwickeln, denen jeweils ein bestimmtes Element von Stoffwechselprozessen fehlt, womit die Rolle dieser Elemente für Transplantatabstoßung und Autoimmunität definiert werden kann. Insbesondere erforscht Bluestone regulatorische T-Zellen  und ihre Bedeutung für das Immungleichgewicht. Weitere Arbeiten befassen sich mit Immuntoleranz bei Diabetes mellitus Typ I und mit Inselzelltransplantationen.
2006 wurde Bluestone zum Mitglied der American Academy of Arts and Sciences gewählt, 2023 zum Mitglied der National Academy of Sciences.
Seit 2016 zählt ihn Thomson Reuters aufgrund der Zahl seiner Zitierungen zu den Favoriten auf einen Nobelpreis (Thomson Reuters Citation Laureates).